# The Final Sign Of Evil
„The Final Sign of Evil“ е албум на немската траш метъл група Sodom, който включва презаписани версии на песни от дебютното EP на групата от 1984 година „In the Sign of Evil“ и нов, неизпълняван дотогава, материал. Албумът е записан от същия състав, който работи и върху „In The Sign of Evil“, като са добавени 7 изцяло нови песни, които са записани за предното им EP, но не са издадени заради несъгласието на лейбъла им.

## Песни
1. „The Sin of Sodom“ – 5:41
2. „Blasphemer“ – 3:20
3. „Bloody Corpse“ – 3:56
4. „Witching Metal“ – 3:38
5. „Sons of Hell“ – 4:22
6. „Burst Command 'til War“ – 2:29
7. „Where Angels Die“ – 4:47
8. „Sepulchral Voice“ – 4:36
9. „Hatred of the Gods“ – 3:14
10. „Ashes to Ashes“ – 4:22
11. „Outbreak of Evil“ – 5:26
12. „Defloration“ – 3:52

## Състав
- Том Ейнджълрипър – бас, вокали
- Грейв Вайълейтър – китара
- Крис Уичхънтър – барабани